# 어나더 이어
《어나더 이어》(영어: Another Year)는 영국의 2010년도 영화이다. 마이크 리 감독이 감독하였다. 2010년도 칸영화제 경쟁 부분에 출품된 바 있다.

## 줄거리
지질학자인 톰 헤플과 상담사인 게리 헤플은 편안하고 사랑이 넘치는 관계를 유지하는 노년의 부부이다. 영화는 일 년 동안의 사계절을 통해 이들과, 대부분 어느 정도의 불행을 겪고 있는 가족들과 친구들을 관찰한다.
게리의 친구이자 동료인 메리는 보건소에서 접수원으로 일한다. 그는 새로운 관계를 찾고 있는 중년의 이혼녀로, 모두에게 행복하다고 말하지만 절박하고 우울해 보이며 술을 너무 많이 마시는 것 같다. 헤플 부부의 외아들 조는 30세의 미혼으로 주택 상담을 해주는 변호사로 일한다.
여름, 톰의 대학 시절 친구인 켄이 헤플 부부를 방문한다. 켄은 비만이며 강박적으로 먹고 담배를 피우고 술을 마시며 매우 불행해 보인다. 톰과 게리는 켄을 위해 바비큐 파티를 연다. 메리는 새로 산 차를 몰고 파티에 오지만 길을 잃어 늦게 도착한다. 와인을 마신 메리는 어릴 때부터 알고 지낸 조에게 성적인 관심을 표현하지만, 조는 친근하게 대할 뿐 호응하지 않는다. 파티가 끝난 후 메리는 마지못해 켄을 기차역까지 태워다준다. 켄이 서툴게 구애를 하지만 메리는 짜증스럽게 거절한다.
몇 달 후 가을, 메리는 다시 톰과 게리의 집을 찾는다. 조가 새 여자친구 케이티와 함께 온다. 메리는 케이티에게 무례하고 적대적인 태도를 보이는데, 톰과 게리는 이를 못마땅하게 여겨 게리와 메리 사이에 틈이 생긴다.
겨울, 톰과 게리, 조는 톰의 형제 로니의 아내 장례식에 참석한다. 예배가 끝나갈 무렵 로니의 남이 된 아들 칼이 도착해 자신을 기다리지 않고 예식을 진행했다며 화를 낸다. 로니의 집에서 열린 조문 자리에서 칼은 공격적인 태도를 보이다가 나가버린다. 톰과 게리는 로니에게 한동안 런던의 자신들 집에서 머물자고 제안하고 로니는 동의한다.
톰과 게리가 텃밭에 가 있는 동안 메리가 예고 없이 집을 찾아와 로니를 설득해 집 안으로 들어간다. 그의 차가 망가진 직후라 속이 상한 상태였다. 둘은 차를 마시며 의미 없는 대화를 나누다가 메리가 소파에서 낮잠을 잔다. 톰과 게리가 돌아와 메리가 있는 것을 보고 불쾌해한다. 게리는 메리에게 전에 케이티에 대한 그의 행동에 실망했다고 설명한다. 메리는 사과하며 눈물을 흘린다. 게리는 점차 메리에게 따뜻한 태도를 보이며 상담을 받아보라고 제안하고 저녁 식사에 초대한다. 두 사람은 함께 식탁을 차린다. 조와 케이티가 도착하고 둘의 관계는 여전히 강하고 행복해 보인다. 헤플 가족은 즐겁게 저녁을 먹는다. 메리도 함께 식사를 하지만 길을 잃은 듯 불안해 보인다.

## 출연
- 짐 브로드벤트 - 톰 역
- 레슬리 맨빌 - 메리 역
- 러스 쉰 - 게리 역
- 피터 와이트 - 켄 역
- 올리버 몰트머 - 조 역
- 이멜다 스턴톤 - 자넷 역

## 한국판 성우진(KBS) (2011년 10월 8일)
- 손정아 - 게리(러스 쉰)
- 장광 - 톰(짐 브로드벤트)
- 안경진 - 메리(레슬리 맨빌)
- 이완호 - 로니(데이비드 브래들리)
- 김일 - 조(올리버 맬트먼)
- 김준 - 칼(마틴 세비지) / 잭(필 데이비스)
- 유해무 - 켄(피터 와이트)
- 차명화 - 타냐(미셸 오스틴) / 조문객(에일린 데이비스)
- 서문석 - 앤디(랄프 이네슨) / 조문객(벤 로버츠)
- 오인실 - 케이티(캐리너 페르난데즈) / 자넷(이멜다 스탠턴) / 조문객(메리 조 랜들)

## 제작
마이크 리 감독의 작품의 프로듀서를 늘 맡아 해왔던 사이먼 채닝 윌리엄스가 2009년도에 사망한 바 있었으므로, 《어나더 이어》는 조지나 로위가 프로듀스하였다. 조지나 로위도 마이크 리 감독의 1993년작 《네이키드》 작품 이후로 여러 작품에 꾸준히 참여한 바 있다. 제작사인 딘 맨 필름즈 (Thin Man Films)가 텔레비전 채널 필름4와 포커스 피처스와 함께 제작을 주도하였다. 이 프로젝트는 120만 영국 파운드의 자금을 영국 필름 협의회로부터 지원을 받은 바 있다.